# Singularitätsprinzip
Das Singularitätsprinzip ist eine Bestimmung in studentischen Korporationsverbänden, die besagt, dass an jedem Hochschulort höchstens eine Verbindung des Verbandes existieren darf.
Der Cartellverband der katholischen deutschen Studentenverbindungen (CV) führte dieses Prinzip von 1891 bis 1897. Die steigende Zahl von katholischen Studenten führte jedoch auch an Hochschulorten, an denen der CV schon vertreten war, zur Gründung zahlreicher weiterer Verbindungen. Diese schlossen sich nunmehr in eigenen Verbänden mit gleichartigen Grundsätzen zusammen, wie etwa dem KDV. Als der CV das Singularitätsprinzip 1897 aufgab, konnten einerseits Cartellverbindungen Tochterverbindungen am selben Hochschulort gründen, die in den CV aufgenommen werden konnten; andererseits wurden nun auch die kleineren Dachverbände in den Cartellverband aufgenommen, wie eben der KDV (ab 1910) oder der 2. ÖCV.